# Акаламдуг
Акаламдуг e владетел на Ур през XXVI век пр.н.е.). Името му не се споменава в „Царския списък“.
Експедиция на Леонард Уули намерила печатът на Акаламдуг с титула „цар на Ур“. Други източници, в които се споменава това име не са известни.
| I династия на Ур           |                          |                       |
| Предшественик: Мескаламдуг | цар на Ур 26 век пр.н.е. | Наследник: Месанепада |